# Molinaranea phaethontis
Molinaranea phaethontis är en spindelart som först beskrevs av Simon 1896.  Molinaranea phaethontis ingår i släktet Molinaranea och familjen hjulspindlar. Inga underarter finns listade i Catalogue of Life.